# Вурманнсквік
Вурманнсквік (нім. Wurmannsquick) — громада в Німеччині, розташована в землі Баварія. Підпорядковується адміністративному округу Нижня Баварія. Входить до складу району Ротталь-Інн.
Площа — 49,09 км2. Населення становить 3470 ос. (станом на 31 грудня 2020).